# 1949-es magyar vívóbajnokság
Az 1949-es magyar vívóbajnokság a negyvennegyedik magyar bajnokság volt. A férfi tőrbajnokságot március 13-án rendezték meg Budapesten, az UTE Eötvös utcai vívótermében, a párbajtőrbajnokságot március 20-án Budapesten, az UTE Eötvös utcai vívótermében, a kardbajnokságot március 27-én Budapesten, a Vasas Pasaréti úti vívótermében, a női tőrbajnokságot pedig március 6-án Budapesten, a Műegyetemen.

## Eredmények
| Versenyszám          | Arany                        | Arany | Ezüst                              | Ezüst | Bronz                              | Bronz |
| -------------------- | ---------------------------- | ----- | ---------------------------------- | ----- | ---------------------------------- | ----- |
| Férfi tőrvívás       | Gerevich Aladár Csepeli MTK  |       | Dunay Pál Csepeli MTK              |       | dr. Balthazár Lajos Postás SE      |       |
| Férfi párbajtőrvívás | Sákovics József Csepeli MTK  |       | dr. Balthazár Lajos Postás SE      |       | dr. Berzsenyi Barnabás Csepeli MTK |       |
| Férfi kardvívás      | Berczelly Tibor Csepeli MTK  |       | Kovács Pál Ganz TE                 |       | Gerevich Aladár Csepeli MTK        |       |
| Női tőrvívás         | Elek Ilona MNDSZ Atalante SE |       | Nyári Magda MEFESZ Tudományegyetem |       | Rétháziné Zsabka Magda Vasas SC    |       |